# Łukasz Lenart
Łukasz Lenart – polski ekonomista, doktor habilitowany nauk społecznych, profesor na Uniwersytecie Ekonomicznym w Krakowie, specjalista od ekonometrii oraz statystyki matematycznej.

## Kariera naukowa
W 2010 roku został zatrudniony na Uniwersytecie Ekonomicznym w Krakowie, gdzie w 2011 roku na jego Wydziale Zarządzania uzyskał stopień doktora nauk ekonomicznych na podstawie rozprawy pt. Procesy stochastyczne prawie okresowo skorelowane w badaniu cykliczności wskaźników makroekonomicznych, której promotorem był Mateusz Pipień. W 2019 roku Wydział Finansów i Prawa tej samej uczelni nadał mu stopień doktora habilitowanego nauk społecznych na podstawie pracy pt. Cykl publikacji powiązanych tematycznie pod wspólnym tytułem: Modelowanie wahań o charakterze cyklicznym z wykorzystaniem funkcji okresowych i prawie okresowych. Konstrukcja nowych narzędzi analizy i ich empiryczna weryfikacja.